# プント・イン・アリア

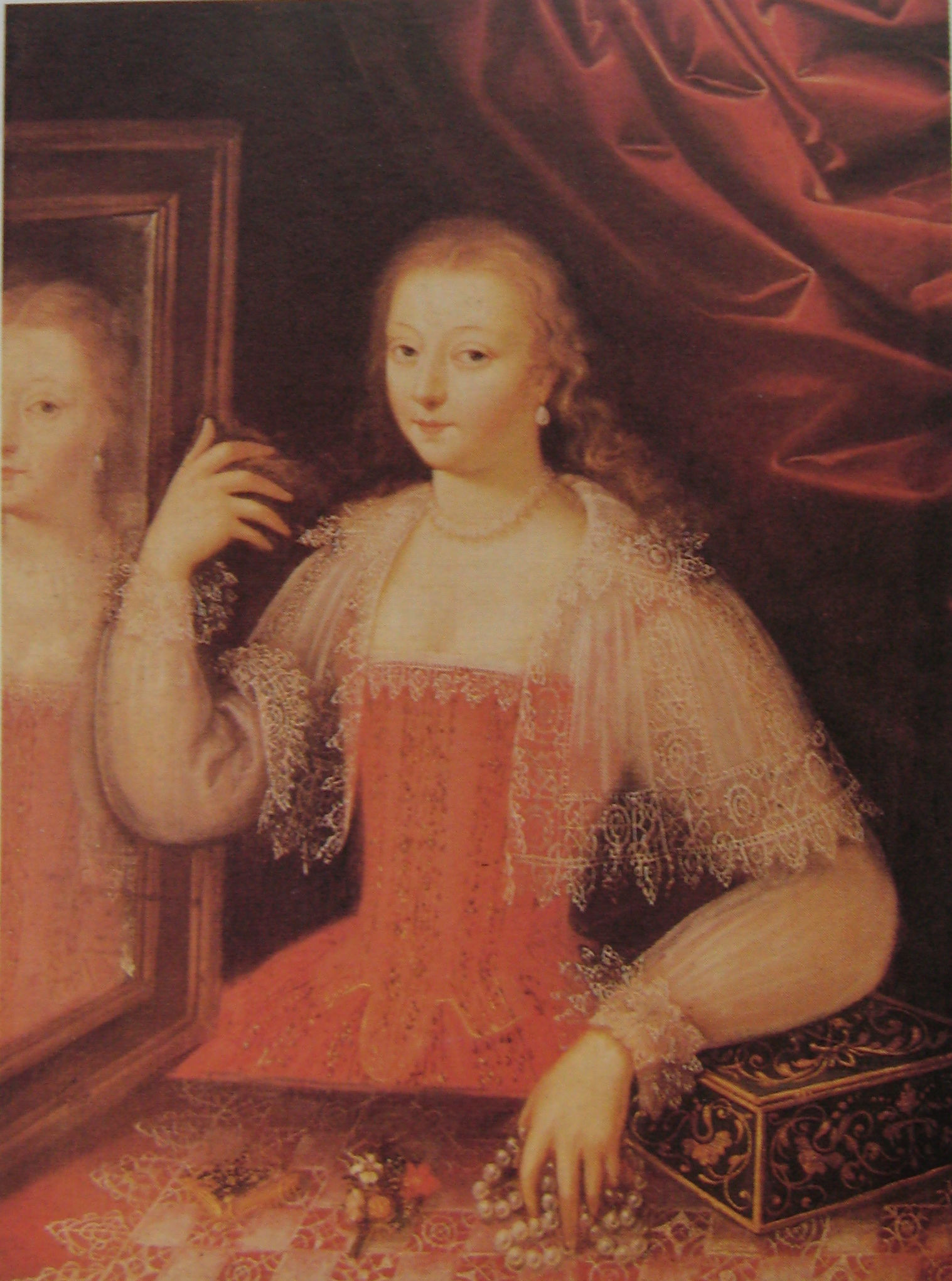
化粧する女性(1600年頃の肖像画)
化粧着にはレティセラとプント･イン･アリアの縁飾りが、テーブルクロスには四角いレティセラと刺繍したトワルが組み合わされている
プント･イン･アリアはニードルレースであり、レティセラとトワルは布地に刺繍を施したものである

プント･イン･アリア(伊:Punto in Aria 空中ステッチ)とは、16世紀のイタリアを発祥とする初期のレースである。布の上にステッチするのではなく、糸だけでステッチして作成することから、最初の真実のニードルレースとされている。
レティセラから派生したニードルレースであり、同時期の両者のデザインは非常に類似している。プント･イン･アリアの技法は、レティセラの技法を改良したものであるが、ニードルレースを革新的に飛躍させたことで非常に重要とされる。

## 歴史
レティセラは、16世紀半ばに作成された刺繍レースである。布の芯を必要とし、ステッチを行った後に糸を引き、布を切り取ることで、布地の無い模様を形作った。布にステッチした後にデザインを形作ることが必要であった。デザインが発展するにつれ、完成させるために多くの糸を布から取り去ることが当然となり、多くの糸を取り去ることで布地の芯は、薄く少なくなっていった。
17世紀になって、ヴェネツィアのレース工により、布地の芯を必要としない技法が考案され、プント･イン･アリアとして知られることとなった。プント･イン･アリアは、1620年頃から1650年頃にかけて盛んに作られた。

## 特徴
プント･イン･アリアは、レティセラの特徴を残しながらも、幾何学模様から自由に形作ることが可能となった。リンネルと羊皮紙を組み合わせた土台がレース工により考案された。この土台は、模様を描いた羊皮紙を上にして、2～3層の織物でできており、荒い目で閉じ合わせられている。パターンは糸の束と共に、模様に合わせてステッチされ、ステッチされたパターンは、粗い目で支えの布に縫い止められる。レース作成が終わると、粗い目の糸を布の間で切り、レースだけをはずす。